# عمليات التفكير العليا

التقسيمات في الحقل المعرفي لتصنيف بلوم (أندرسون (Anderson)، وكرثوال (Krathwohl) 2001)

عمليات التفكير العليا هي مفهوم من مفاهيم إصلاح التعليم التي تعتمد على التصنيفات التعليمية مثل تصنيف بلوم. وتعتمد هذه الفكرة على أن هناك بعض أنواع عمليات التعلم التي تتطلب تجهيزًا معرفيًا وإدراكيًا أكبر من الأنواع الأخرى، ولكنها تمتلك أيضًا فوائد أعم من تلك الأنواع. على سبيل المثال في تصنيف بلوم، نجد أن المهارات تتضمن عملية التحليل، والتقييم، والتأليف (إنشاء معرفة جديدة) وجميع هذه المهارات يُعتقد أنها من متطلبات التفكير الأعلى، والتي تتطلب تعلمًا مختلفًا وطرق تعليم مختلفة عن طرق تعلم الحقائق والمفاهيم. وتتضمن مستويات التفكير العليا عملية تعلم مهارات تقييمية معقدة، مثل التفكير النقدي وحل المشاكل. وتعد عملية التفكير الأعلى عملية صعبة التعلم والتعليم ولكنها أيضًا متاحة بشكل كبير وذلك لأن مثل هذه المهارات هي الأكثر استخدامًا في المواقف الروائية (أي مواقف أخرى غير تلك التي تم تعلم المهارات فيها).

## الاختبار القائم على المعايير
تعتمد الاختبارات القائمة على المعايير على مهارات التفكير الأعلى في الكثير من بنود الاختبار الصادرة من العديد من الولايات الأمريكية مثل واشنطن. على سبيل المثال، مشكلة تقييم واشنطن لتعلم الطالب (WASL) في الصف الرابع التي نشرت في عام 1997 والتي كانت بخصوص الاستفسار عن كيفية قياس ارتفاع سارية العلم بالنظر إلى الشمس والظل والمسطرة ومأخذ إطفاء الحريق. والحل القياسي لمثل هذه المشكلة هو عن طريق استخدام المثلثات المتشابهة، إن هذه المهارة لا يمكن تذكرها من قبل معظم البالغين، وهي لم تظهر في معايير الرياضيات حتى الصف العاشر. هذا بالرغم من أن هذا الحل تم نشره في إنتليجانسر سيتال بوست (Seattle Post Intelligencer) التي لم تستخدم حتى هذه الطريقة.[بحاجة لمصدر]

## الرياضيات
على نفس الدرب، هناك كتب مدرسية مثل كتاب التحقيقات دايل سيمور (Dale Seymour) الذي قام بحذف العديد من طرق الحسابيات القياسية، واعتمد بدلاً من ذلك على الطلاب لبناء طرقهم الخاصة في حساب المتوسطات الرياضية وكذلك في تنفيذ عمليات الضرب والقسمة. ويتم توجيه المعلمين للقيام بتثبيط الطلاب الذين يُعتقد أنهم قد تعلموا كيفية حساب المتوسط الرياضي عن طريق أخذ المجموع والقسمة على العدد.

## وصلات خارجية
- Learning Domains or Bloom's Taxonomy